# 梅梅爾戰役
梅梅爾戰役或梅梅爾圍城戰（德語：Erste Kurlandschlacht）是二戰期間發生在東線的一場戰鬥。 戰鬥始於1944年底紅軍發動梅梅爾進攻行動（俄語：Мемельская наступательная операция）。這次進攻將立陶宛和拉脫維亞地區的剩余德軍驅趕到了梅梅爾及其港口附近的狹小區域內，而橋頭堡最終在1945年初作為隨後的蘇軍的東普魯士攻勢被攻陷。